# IFolder
iFolder — один из крупнейших российских файлообменных хостингов, принадлежавший компании «Agava». Закрыт в январе 2017 года.

## Бизнес-модель
Сервис «iFolder» предоставлял возможность пользователям сохранять и распространять файлы.
Пользоваться сервисом можно было либо бесплатно, просматривая рекламу, либо внося оговоренную плату.
Размещение рекламы и взимание платы с пользователей являлись основными источниками дохода сервиса. По словам представителя компании владельца, выручка от рекламы на начало 2010 года составляла около 200 тыс. рублей в день.

## Техническая организация
На начало 2010 года на сервисе размещалось около 1,5 ТБ данных, каждый день загружалось около 30 000 файлов.
Файлы, хранимые на сервисе, записываются с большой долей избыточности, по сути с использованием своей файловой системы.
На начало 2010 года для оказания услуги использовалось более 70 серверов, физически размещённых в датацентре Golden Telecom.

## Приостановка работы в 2010 году
Заметный общественный резонанс вызвало закрытие и последующее восстановление работы сервиса после вмешательства первых лиц России.
17 марта 2010 года в рамках проведения оперативно-розыскных мероприятий с целью поиска детской порнографии и владельца файлов, размещённых на сайте «iFolder.ru» представители МВД прибыли в датацентр «Golden Telecom», где размещаются серверы сервиса. Сотрудники «Agava» предложили оказать содействие в поиске и получении нужной информации, а также в установлении личности пользователя, который её разместил. Однако сотрудники милиции отказались от этого предложения и высказали желание изъять оборудование для проведения собственной экспертизы. В результате переговоров вывоз оборудования удалось предотвратить, но сотрудники МВД выключили и опечатали серверы «iFolder». Кроме серверов, отвечающих за функционирование сервиса «iFolder.ru» были обесточены и первичные DNS-серверы компании.
19 марта 2010 года глава МВД Рашид Нургалиев по поручению президента РФ Дмитрия Медведева поручил проверить законность и обоснованность оперативно-розыскных мероприятий, проведённых в отношении компании «Agava», разработчика и администратора файлообменного сервиса "iFolder".
20 марта 2010 года сервис возобновил работу в полном объёме.